# Echipa națională de fotbal a Scoției
Echipa națională de fotbal a Scoției reprezintă Scoția în competițiile fotbalistice ale FIFA. Responsabilitatea alcătuirii acestei echipe aparține Asociației Scoțiene de Fotbal. Este una din cele mai vechi naționale de fotbal, după cea a Angliei, cu care a jucat primul meci între echipe naționale de fotbal din lume, în 1872.

## Campionatul Mondial
Scoția nu a trecut de grupe, deși s-a calificat de nouă ori la Campionatul Mondial (în 1960 s-a calificat dar nu a participat). Au ratat de trei ori calificarea în rundele superioare din cauza golaverajului: la CM 1974 cu Brazilia, la CM 1978 cu Țările de Jos și în 1982, când Uniunea Sovietică s-a calificat.
| An          | Rundă            | Poziție          | MJ               | V                | E                | Î                | GM               | GÎ               |
| ----------- | ---------------- | ---------------- | ---------------- | ---------------- | ---------------- | ---------------- | ---------------- | ---------------- |
| 1930 - 1938 | Nu a intrat      | Nu a intrat      | Nu a intrat      | Nu a intrat      | Nu a intrat      | Nu a intrat      | Nu a intrat      | Nu a intrat      |
| 1950        | A renunțat       | A renunțat       | A renunțat       | A renunțat       | A renunțat       | A renunțat       | A renunțat       | A renunțat       |
| 1954        | Prima fază       | 15               | 2                | 0                | 0                | 2                | 0                | 8                |
| 1958        | Prima fază       | 14               | 3                | 0                | 1                | 2                | 4                | 6                |
| 1962 - 1970 | Nu s-a calificat | Nu s-a calificat | Nu s-a calificat | Nu s-a calificat | Nu s-a calificat | Nu s-a calificat | Nu s-a calificat | Nu s-a calificat |
| 1974        | Prima fază       | 9                | 3                | 1                | 2                | 0                | 3                | 1                |
| 1978        | Prima fază       | 11               | 3                | 1                | 1                | 1                | 5                | 6                |
| 1982        | Faza Grupelor    | 15               | 3                | 1                | 1                | 1                | 8                | 8                |
| 1986        | Faza Grupelor    | 19               | 3                | 0                | 1                | 2                | 1                | 3                |
| 1990        | Faza Grupelor    | 19               | 3                | 1                | 0                | 2                | 2                | 3                |
| 1994        | Nu s-a calificat | Nu s-a calificat | Nu s-a calificat | Nu s-a calificat | Nu s-a calificat | Nu s-a calificat | Nu s-a calificat | Nu s-a calificat |
| 1998        | Faza Grupelor    | 27               | 3                | 0                | 1                | 2                | 2                | 6                |
| 2002 - 2022 | Nu s-a calificat | Nu s-a calificat | Nu s-a calificat | Nu s-a calificat | Nu s-a calificat | Nu s-a calificat | Nu s-a calificat | Nu s-a calificat |
| Total       | 8/22             |                  | 23               | 4                | 7                | 12               | 25               | 41               |

## Campionatul European
Scoția s-a calificat la patru campionate europene, dar niciodată nu a treut de faza grupelor. La turneul din 1996 nu a trecut mai departe, având golaveraj mai mic ca cel al reprezentativei Țărilor de Jos.
| 1960 - 1964 | Nu a intrat      | Nu a intrat      | Nu a intrat      | Nu a intrat      | Nu a intrat      | Nu a intrat      | Nu a intrat      | Nu a intrat      | Nu a intrat      | Nu a intrat      |
| 1968 - 1988 | Nu s-a calificat | Nu s-a calificat | Nu s-a calificat | Nu s-a calificat | Nu s-a calificat | Nu s-a calificat | Nu s-a calificat | Nu s-a calificat | Nu s-a calificat | Nu s-a calificat |
| 1992        | Faza Grupelor    | 5                | 3                | 1                | 0                | 2                | 3                | 3                |                  |                  |
| 1996        | Faza Grupelor    | 12               | 3                | 1                | 1                | 1                | 1                | 2                |                  |                  |
| 2000 - 2016 | Nu s-a calificat | Nu s-a calificat | Nu s-a calificat | Nu s-a calificat | Nu s-a calificat | Nu s-a calificat | Nu s-a calificat | Nu s-a calificat | Nu s-a calificat | Nu s-a calificat |
| 2020        | Faza Grupelor    | 20               | 3                | 0                | 1                | 2                | 1                | 5                |                  |                  |
| 2024        | Faza Grupelor    |                  | 3                | 0                | 1                | 2                | 2                | 7                |                  |                  |
| Total       | 4/17             |                  | 12               | 2                | 3                | 6                | 7                | 17               |                  |                  |

## Turnee
| Faza | Naționala | Scor | Adversar | Final |
| ---- | --------- | ---- | -------- | ----- |

| Grupe | Scoția | 1 - 5 | Germania | Înfrângere |
| Grupe | Scoția | 1 - 1 | Elveția  | Remiză     |
| Grupe | Scoția | 0 - 1 | Ungaria  | Înfrângere |

| Grupe | Scoția | 0 - 2 | Cehia   | Înfrângere |
| Grupe | Scoția | 0 - 0 | Anglia  | Remiză     |
| Grupe | Scoția | 1 - 3 | Croația | Înfrângere |

| Grupe | Scoția | 0 - 0 | Țările de Jos | Remiză     |
| Grupe | Scoția | 0 - 2 | Anglia        | Înfrângere |
| Grupe | Scoția | 1 - 0 | Elveția       | Victorie   |

| Grupe | Scoția | 0 - 1 | Țările de Jos | Înfrângere |
| Grupe | Scoția | 0 - 2 | Germania      | Înfrângere |
| Grupe | Scoția | 3 - 0 | CIS           | Victorie   |

## Lotul actual
Următorii 26 de jucători au fost incluși în lotul echipei pentru a disputa Campionatul European de Fotbal 2024.
| Nr. | Poz. | Jucător                    | Data nașterii (vârsta)         | Selecții | Goluri | Club                   |
| --- | ---- | -------------------------- | ------------------------------ | -------- | ------ | ---------------------- |
| 1   | P    | Angus Gunn                 | 22 ianuarie 1996 (29 de ani)   | 10       | 0      | Norwich City           |
| 12  | P    | Liam Kelly                 | 23 ianuarie 1996 (29 de ani)   | 1        | 0      | Motherwell             |
| 21  | P    | Zander Clark               | 26 iunie 1992 (32 de ani)      | 4        | 0      | Heart of Midlothian    |
|     |      |                            |                                |          |        |                        |
| 2   | F    | Anthony Ralston            | 16 noiembrie 1998 (26 de ani)  | 9        | 1      | Celtic                 |
| 3   | F    | Andrew Robertson (căpitan) | 11 martie 1994 (31 de ani)     | 71       | 3      | Liverpool              |
| 5   | F    | Grant Hanley               | 20 noiembrie 1991 (33 de ani)  | 50       | 2      | Norwich City           |
| 6   | F    | Kieran Tierney             | 5 iunie 1997 (27 de ani)       | 45       | 1      | Real Sociedad          |
| 13  | F    | Jack Hendry                | 7 mai 1995 (29 de ani)         | 31       | 3      | Al-Ettifaq             |
| 15  | F    | Ryan Porteous              | 25 martie 1999 (26 de ani)     | 11       | 1      | Watford                |
| 16  | F    | Liam Cooper                | 30 august 1991 (33 de ani)     | 19       | 0      | Leeds United           |
| 22  | F    | Ross McCrorie              | 18 martie 1998 (27 de ani)     | 1        | 0      | Bristol City           |
| 24  | F    | Greg Taylor                | 5 noiembrie 1997 (27 de ani)   | 14       | 0      | Celtic                 |
| 26  | F    | Scott McKenna              | 12 noiembrie 1996 (28 de ani)  | 35       | 1      | Copenhaga              |
|     |      |                            |                                |          |        |                        |
| 4   | M    | Scott McTominay            | 8 decembrie 1996 (28 de ani)   | 49       | 8      | Manchester United      |
| 7   | M    | John McGinn                | 18 octombrie 1994 (30 de ani)  | 66       | 18     | Aston Villa            |
| 8   | M    | Callum McGregor            | 14 iunie 1993 (31 de ani)      | 60       | 3      | Celtic                 |
| 11  | M    | Ryan Christie              | 22 februarie 1995 (30 de ani)  | 49       | 6      | Bournemouth            |
| 14  | M    | Billy Gilmour              | 11 iunie 2001 (23 de ani)      | 27       | 1      | Brighton & Hove Albion |
| 17  | M    | Stuart Armstrong           | 30 martie 1992 (32 de ani)     | 50       | 5      | Southampton            |
| 20  | M    | Ryan Jack                  | 27 februarie 1992 (33 de ani)  | 20       | 0      | Rangers                |
| 23  | M    | Kenny McLean               | 8 ianuarie 1992 (33 de ani)    | 39       | 2      | Norwich City           |
|     |      |                            |                                |          |        |                        |
| 9   | A    | Lawrence Shankland         | 10 august 1995 (29 de ani)     | 11       | 3      | Heart of Midlothian    |
| 10  | A    | Ché Adams                  | 13 iulie 1996 (28 de ani)      | 30       | 6      | Southampton            |
| 18  | A    | Lewis Morgan               | 30 septembrie 1996 (28 de ani) | 3        | 0      | New York Red Bulls     |
| 19  | A    | Tommy Conway               | 6 august 2002 (22 de ani)      | 1        | 0      | Bristol City           |
| 25  | A    | James Forrest              | 7 iulie 1991 (33 de ani)       | 39       | 5      | Celtic                 |

## Antrenori
Din 1872 până în 1954 și 1954 până în 1958 echipa națională a Scoției a fost antrenată de către un comitet de selecție.
Statistic cel mai de succes antrenor a fost Alex McLeish, care a câștigat șapte din cele 10 meciuri în care a condus naționala. Luând în considerare doar antrenorii cu ma mult de zece meciuri, cel mai slabe rezultate le-a avut George Burley, cu doar 3 victorii în 14 meciuri.
| Nume                | Ani                 | Meciuri | Câștigate | Egaluri | Înfrângeri | Victorii % |
| ------------------- | ------------------- | ------- | --------- | ------- | ---------- | ---------- |
| Comitet de selecție | 1872–1954 1954–1958 | 254     | 148       | 48      | 58         | 58,27      |
| Andy Beattie        | 1954                | 6       | 2         | 1       | 3          | 33,33      |
| Dawson Walker       | 1958                | 6       | 1         | 2       | 3          | 16,67      |
| Matt Busby          | 1958                | 2       | 1         | 1       | 0          | 50         |
| Andy Beattie        | 1959–1960           | 11      | 4         | 3       | 4          | 36,36      |
| Ian McColl          | 1960–1965           | 28      | 17        | 3       | 8          | 60,71      |
| Jock Stein          | 1965–1966           | 7       | 3         | 1       | 3          | 42,86      |
| John Prentice       | 1966                | 4       | 0         | 1       | 3          | 0          |
| Malcolm MacDonald   | 1966–1967           | 2       | 1         | 1       | 0          | 50         |
| Bobby Brown         | 1967–1971           | 28      | 9         | 8       | 11         | 32,14      |
| Tommy Docherty      | 1971–1972           | 12      | 7         | 2       | 3          | 58,33      |
| Willie Ormond       | 1973–1977           | 38      | 18        | 8       | 12         | 47,37      |
| Ally MacLeod        | 1977–1978           | 17      | 7         | 5       | 5          | 41,18      |
| Jock Stein          | 1978–1985           | 61      | 26        | 12      | 23         | 42,62      |
| Alex Ferguson       | 1985–1986           | 10      | 3         | 4       | 3          | 30         |
| Andy Roxburgh       | 1986–1993           | 62      | 23        | 19      | 20         | 37,1       |
| Craig Brown         | 1993–2002           | 70      | 32        | 18      | 20         | 45,71      |
| Berti Vogts         | 2002–2004           | 31      | 8         | 7       | 16         | 25,81      |
| Tommy Burns         | 2004                | 1       | 0         | 0       | 1          | 0          |
| Walter Smith        | 2004–2007           | 16      | 7         | 5       | 4          | 43,75      |
| Alex McLeish        | 2007                | 10      | 7         | 0       | 3          | 70         |
| George Burley       | 2008–2009           | 14      | 3         | 3       | 8          | 21,43      |
| Craig Levein        | 2009–2012           | 24      | 10        | 5       | 9          | 41,67      |
| Billy Stark         | 2012                | 1       | 1         | 0       | 0          | 1000       |
| Gordon Strachan     | 2013–2017           | 40      | 19        | 9       | 12         | 47,5       |
| Malky Mackay        | 2017                | 1       | 0         | 0       | 1          | 0          |
| Alex McLeish        | 2018–2019           | 12      | 5         | 0       | 7          | 41,67      |
| Steve Clarke        | 2019–present        | 55      | 25        | 13      | 17         | 45,45      |
| Totals              | Totals              | 830     | 393       | 180     | 257        | 47,35      |